# المور لئونارد
المور جان لئونارد جونیور (انگلیسی: Elmore John Leonard Jr.؛ ۱۱ اکتبر ۱۹۲۵ – ۲۰ اوت ۲۰۱۳) نویسنده آمریکایی بود. او یکی از مهم‌ترین نویسندگان داستان‌های جنایی و نوآر بود. لئونارد نویسنده پرکاری بود و بیش از ۴۶ رمان نوشت که بیشتر آن‌ها به فیلم و سریال تبدیل شد.
سال بلو، مارتین امیس و استیون کینگ، نوشته‌های او را تحسین کرده و پاتریشیا کورنول، از او به عنوان یکی از شمایل‌های واقعی ادبیات جنایی یاد کرد.
لئونارد با داستان‌های وسترن و تریلرهای جنایی‌اش، این ژانرها را از سطح داستان‌های عامه پسند فراتر برد و نشان داد که این داستان‌ها می‌توانند واجد ارزش‌های ادبی نیز باشند و به اندازه رمان‌های فلسفی یا روشنفکرانه مهم‌اند. او نویسنده‌ای بود که ریتم نوشتن او و نثرش را با ریتم موسیقی جاز مقایسه کرده‌اند.
رمان‌ها و داستان‌های لئونارد، به دلیل داشتن قابلیت‌های تصویری و نمایشی، مورد توجه تهیه‌کنندگان و فیلمسازان هالیوود و سازندگان سریال‌های تلویزیونی بوده و تاکنون فیلم‌ها و سریال‌های زیادی بر اساس آثار او ساخته شده که از میان آن‌ها می‌توان به قطار سه و ده دقیقه به یوما، خارج از دید، جو کید، جکی براون و توجیه شده اشاره کرد.

## زندگی
المور لئونارد در ۱۱ اکتبر ۱۹۲۵ در شهر نیواورلئان ایالت لوئیزیانا به دنیا آمد. او داستان‌نویسی را با نوشتن داستان‌های وسترن از زندگی کابوی‌ها و هفت تیرکش‌ها شروع کرد.
در سال ۱۹۵۳ نخستین رمان او با عنوان «جایزه بگیران» منتشر شد اما خود در مصاحبه‌ای با ایندپندنت گفته است که نخستین کارش داستان کوتاهی به نام «محاکمه آپاچی» بود که در سال ۱۹۵۱ نوشت و در نشریه آرگوسی منتشر شد.
با تغییر ذائقه عمومی و گرایش عامه به داستان‌های جنایی و پلیسی، موضوع و شخصیت‌های داستان‌های لئونارد نیز تغییر کرد و او از ژانر داستان‌های وسترن با گاوچران‌ها، هفت تیرکش‌های قهار، کلانترها، راهزنان و سرخپوست‌ها فاصله گرفت و به نوشتن در ژانر داستان‌های جنایی و نوآر پرداخت.

## سبک نویسندگی
المور لئونارد به خاطر خلق شخصیت‌های قوی و باورپذیر، فضاسازی قدرتمند و دیالوگ‌های نابش، شهرت داشت. شخصیت‌های داستان‌های او، چه خلافکاران و چه مأموران قانون، هیچ‌کدام کلیشه نیستند و منحصربه‌فردند.
مجله نیوزویک، المور لئونارد را به خاطر تصویر دقیقش از مردم دیترویت، «دیکنز دیترویت» لقب داد اگرچه سبک نگارش و درونمایه آثارش ارتباط چندانی به آثار دیکنز نداشت و بیشتر به سبک نویسندگان آمریکایی مثل ارنست همینگوی و ویلیام فاکنر نزدیک بود. با اینکه لئونارد، خود را تحت تأثیر همینگوی می‌دانست اما در عین حال همیشه از همینگوی به خاطر نداشتن روح طنز در آثارش انتقاد می‌کرد. او سبک نگارش ویژه و منحصربه‌فرد خود را داشت، سبکی پرتحرک و خیال‌انگیز با نثری شفاف و موجز و دیالوگ‌هایی تیز و برنده مثل شیشه.
مارتین امیس در مورد نثر او گفته است که نثر ریموند چندلر در برابر نثر لئونارد، نثر شلخته‌ای است.
المور لئونارد، در کتاب «۱۰ قاعده برای نوشتن» (۲۰۰۷)، توصیه‌هایی به نویسندگان جوان کرده است. یکی از این قواعد ده‌گانه این است: سعی کنید قسمت‌هایی را که خواننده رد می‌کند از داستان تان حذف کنید. به گفته مارک بیلینگهم جنایی‌نویس انگلیسی، هیچ‌کس، موقع خواندن رمان‌های المور لئونارد، حتی یک کلمه را هم رد نمی‌کرد.

## اقتباس‌های سینمایی آثار لئونارد
سادگی زبان لئونارد، کار کردن با عناصر ژانرهای معروف و پرمخاطب مثل وسترن و تریلر جنایی، داشتن پلات‌های دقیق و محکم، خلق شخصیت‌های سمپاتیک و قدرتمند و فضاهای تکان دهنده، برخی از عناصر جذابی بود که می‌توانست توجه هر سینماگری را جلب کند و آثار المور لئونارد را برای اقتباس در سینما، جذاب سازد.
در مجموع ۲۶ داستان کوتاه و بلند المور لئونارد، به فیلم برگردانده شد که لئونارد در نوشتن فیلم‌نامه برخی از آنها، خود نیز مشارکت داشت. با این حال، لئونارد اغلب از نتیجه اقتباس‌های سینمایی از آثارش راضی نبود.

او در مورد اقتباس‌های سینمایی از روی آثارش گفته است:
"همیشه دلم می‌خواست، فیلم‌های خوبی از روی رمان‌های من ساخته می‌شد اما به دلایلی، این اقتباس‌ها، همه شل و ول بوده‌اند. اوایل احساس ناامیدی می‌کردم اما بعد یادگرفتم که با آن‌ها کنار بیایم… وقتی برای سینما اقتباس می‌کنی، حتی اگر از روی کارهای خودت باشد، باز هم برای دیگران داری می‌نویسی و برای دستمزد، ناچاری کاری را که آن‌ها می‌خواهند تحویل دهی اما وقتی رمان می‌نویسم، دقیقاً کاری را انجام می‌دهم که برایم لذت بخش است."
«قطار ۳:۱۰ دقیقه به یوما» (۱۹۵۳)نخستین داستان المور لئونارد بود که دو بار به فیلم تبدیل شد.
بار اول، دلمر دیوس، کارگردان شاخص سینمای وسترن، آن را در سال ۱۹۵۷ با بازی گلن فورد ساخت که امروز به عنوان یکی از آثار شاخص و کلاسیک سینمای وسترن محسوب می‌شود.
در سال ۲۰۰۷، جیمز منگولد نیز اقتباس موفق دیگری از این داستان کرد که در آن راسل کرو و کریستین بیل نقش‌های اصلی را بازی می‌کردند.
علاوه بر «قطار سه و ده دقیقه به یوما»، «تی بلند قد»، نام داستان وسترن دیگری از لئونارد بود که در سال ۱۹۵۷ به وسیله باد باتیچر به فیلم تبدیل شد.
در سال ۱۹۶۷، مارتین ریت، کارگردان چپ‌گرای آمریکایی رمان «اومبره» (مرد) لئونارد را به فیلمی در مورد مظلومیت سرخپوستان تبدیل کرد که پل نیومن در آن نقش جوانی را بازی می‌کرد که در میان سرخپوستان آپاچی بزرگ شده بود و قربانی سفیدپوستان طمعکار می‌شد.
لئونارد با داستان‌های جنایی اش، نشان داد که این داستان‌ها می‌توانند واجد ارزش‌های ادبی نیز باشند
لئونارد در سال ۱۹۶۶، رمان «جهش بزرگ» را نوشت که دو بار مورد اقتباس قرار گرفت. یک بار در سال ۱۹۶۷، الکس مارچ از روی آن فیلمی به همین نام ساخت که رایان اونیل در آن نقش محوری را بازی می‌کرد و بار دیگر جورج آرمیتاژ در سال ۲۰۰۴. اما لئونارد از هیچ‌کدام از این اقتیاس‌ها راضی نبود.
«کوتوله را بگیر» (۱۹۹۵) ساخته بری سانن فلد با بازی جان تراولتا، جین هاکمن و دنی دوویتو، شاید نخستین فیلمی بود که از روی یکی از معروف‌ترین و پرفروش‌ترین رمان‌های لئونارد ساخته شد و او از اقتباس آن راضی بود. رمانی که همانند بیشتر آثار تریلر لئونارد، به دنیای تبهکاران و مافیای مواد مخدر می‌پرداخت.
در سال ۱۹۹۷، کوئنتین تارانتینو، فیلم «جکی براون» را بر اساس رمان «رام پانچ» نوشته المور لئونارد ساخت. اقتباسی که به رمان لئونارد خیلی نزدیک بود و مورد توجه منتقدان قرار گرفت. تارانتینو، دنیای تلخ و سیاه لئونارد و شخصیت‌های شوربخت او را خوب فهمیده بود و در فیلمش، عین آن را ساخته بود.
اما «دور از دید» (۱۹۹۸)، یکی از بهترین داستان‌های تریلر گانگستری لئونارد بود که استیون سودربرگ جذب آن شد و فیلمی به همین نام با بازی جورج کلونی ساخت در نقش تبهکاری به نام جک فولی و رابطه او با مارشال زنی به نام کارن سیسکو که نقش او را جنیفر لوپز بازی می‌کرد.
المور لئونارد در سال ۱۹۹۳، شخصیت ریلن گیونز را خلق کرد که ترکیبی از شخصیت کلانترهای شریف و با اراده فیلم‌های وسترن و کارآگاه‌های پاک و خونسرد فیلم‌های نوآر بود. شخصیتی که در چند رمان لئونارد از جمله پرونتو و داستان کوتاه «آتش در حفره» ظاهر شده بود.
در سال ۲۰۱۰، شبکه تلویزیونی اف ایکس، بر اساس این رمان‌های لئونارد و شخصیت ریلن گیونز (با بازی درخشان تیموتی اولیفنت)، یکی از موفق‌ترین سریال‌های تلویزیونی جنایی و کارآگاهی آمریکا به نام «توجیه شده» (Justified) را تولید کرد که ماجرای کلانتر آمریکایی شهر کوچک لگزینگتون در ایالت کنتاکی و مردی درون‌گرا و خونسرد بود که قانون را به سبک خودش اجرا می‌کرد.
لئونارد، علاوه بر اقتباس از رمان‌هایش برای سینما، فیلمنامه‌های ارژینالی هم برای برخی فیلم‌ها نوشته است که از میان آن‌ها باید به فیلم‌نامه وسترن «جوکید» به کارگردانی جان استرجز با بازی کلینت ایستوود، «جنگ مون شاین» به کارگردانی ریچارد کوئین با بازی ریچارد ویدمارک، «استیک» به کارگردانی و با شرکت برت رینولدز و «تعقیب گر گربه» به کارگردانی ابل فررا اشاره کرد.
«آقای ماژستیک»، «والدز می‌آید»، «آخرین مقاومت در کنار رود سیبر»، «خونسرد باش»، «لمس»، «ساحل طلا» و «پرونتو» از جمله فیلم‌های دیگری است که بر اساس آثار المور لئونارد ساخته شده‌اند.
آخرین فیلمی که بر اساس رمان‌های لئونارد ساخته شد، فیلمی است با عنوان «زندگی جنایی» که بر مبنای رمان سوئیچ (۱۹۷۸) او ساخته شد و داستان همان شخصیت‌های «جکی براون» پیش از نوشته شدن رمان «رام پانچ» است.

## جوایز
المور لئونارد، جوایز ادبی مهمی به دست آورد که از میان آن‌ها باید به جایزه قلم آمریکا برای یک عمر دستاورد ادبی و جایزه اسکات فیتزجرالد در سال ۲۰۰۸ اشاره کرد.

## درگذشت
او قبل از مرگش در هشتاد سالگی، همچنان سرگرم نوشتن چهل و ششمین داستانش بود. او در ۸۷ سالگی درگذشت.